# Le Vernet, Allier
Le Vernet là một xã ở tỉnh Allier thuộc miền trung nước Pháp.